# Togo vid världsmästerskapen i friidrott 2023
Togo tävlade vid världsmästerskapen i friidrott 2023 i Budapest i Ungern mellan den 19 och 27 augusti 2023.

## Resultat
Togos trupp bestod av en idrottare.

### Damer
Gång- och löpgrenar
| Idrottare    | Gren           | Försöksheat | Försöksheat | Semifinal        | Semifinal        | Final            | Final            |
| Idrottare    | Gren           | Resultat    | Placering   | Resultat         | Placering        | Resultat         | Placering        |
| ------------ | -------------- | ----------- | ----------- | ---------------- | ---------------- | ---------------- | ---------------- |
| Naomi Akakpo | 100 meter häck | 13,96       | 9           | Gick inte vidare | Gick inte vidare | Gick inte vidare | Gick inte vidare |